# KNVB Beker 2000/01 (vrouwen)
De 21ste editie van de KNVB Beker voor vrouwen werd gewonnen door Ter Leede die in de finale SV Saestum versloegen. Voor Ter Leede is het de tweede keer dat de beker veroverd werd.

## Finale
| Thuis     | Uitslag | Uit        |
| --------- | ------- | ---------- |
| Ter Leede | 1-0     | SV Saestum |

1980/81 · 1981/82 · 1982/83 · 1983/84 · 1984/85 · 1985/86 · 1986/87 · 1987/88 · 1988/89 · 1989/90 · 
1990/91 · 1991/92 · 1992/93 · 1993/94 · 1994/95 · 1995/96 · 1996/97 · 1997/98 · 1998/99 · 1999/00 · 
2000/01 · 2001/02 · 2002/03 · 2003/04 · 2004/05 · 2005/06 · 2006/07 · 2007/08 · 2008/09 · 2009/10 · 
2010/11 · 2011/12 · 2012/13 · 2013/14 · 2014/15 · 2015/16 · 2016/17 · 2017/18 · 2018/19 · 2019/20 ·
2020/21 · 2021/22 · 2022/23 · 2023/24 · 2024/25